# Лофре, Луи
Луи Лофре (фр. Louis Laufray; 1 октября 1881 — 4 февраля 1970) — французский ватерполист и пловец, бронзовый призёр летних Олимпийских игр 1900.
На Играх Лофре входил в состав четвёртой французской команды. Не имея соперника в полуфинале, она сразу проходила в полуфинал, где её обыграла бельгийская сборная. Матч за третье место не проходил, и поэтому Лофре сразу получил бронзовую медаль.
Также, он участвовал в соревновании по плаванию на 4000 м вольным стилем. Он занял только третье место в полуфинале и не смог пройти дальше.